# Goran Zakarić
Goran Zakarić (ur. 7 listopada 1992 w Gradišce) – bośniacki piłkarz grający na pozycji pomocnika w Zrinjskim Mostar, do którego jest wypożyczony z Dinama Zagrzeb.

## Kariera klubowa
Zakarić rozpoczął karierę w FK Kozara Gradiška. W wieku 15 lat został włączony do pierwszego składu tej drużyny. W czerwcu 2010 podpisał trzyletni kontrakt z NK Široki Brijeg. W maju 2011 przeszedł do Dinama Zagrzeb, z którym podpisał siedmioletnią umowę, jednakże niedługo potem wrócił do NK Široki Brijeg na zasadzie wypożyczenia. Latem 2012 został wypożyczony do NK Lokomotiva Zagrzeb. W maju 2013 ponownie został wypożyczony do NK Široki Brijeg. W czerwcu 2015 został wypożyczony na jeden sezon do Zrinjskiego Mostar.

## Kariera reprezentacyjna
22 sierpnia 2014 został powołany do reprezentacji Bośni i Hercegowiny na mecze z Liechtensteinem i Cyprem. 4 września 2014 zadebiutował w kadrze w wygranym 3:0 spotkaniu towarzyskim z Liechtensteinem.